# Mike Riggs
Pour les articles homonymes, voir Riggs.
Mike Riggs surnommé Riggs, est un guitariste de heavy metal américain né le 23 avril 1971 à Ozark en Arkansas. Riggs est principalement connu pour être le guitariste de Rob Zombie pour les albums Hellbilly Deluxe et The Sinister Urge. Il est actuellement le guitariste du groupe Scum of the Earth.

## Biographie
Sa carrière de musicien commence à l'âge de 19 ans quand en 1990 il commence le groupe Demiltry à Austin dans le Texas, pour lequel il chante et joue de la guitare. Après avoir réalisé une cassette démo de 4 titres le groupe se sépare peu de temps après. Après cela, Riggs rejoint le groupe Skrew, lui aussi d'Austin, parmi lequel joue le futur guitariste de Nine Inch Nails Danny Lohner. Après avoir contribué à l'album Dusted et complété une tournée, Riggs quitte Skrew pour rejoindre le groupe Prong pour quelque concert. Ensuite Riggs rejoint le groupe de Rob Zombie après avoir rencontré ce dernier lors d'un match de cath américain dans l'Arkansas. Avec Zombie il participe au albums Hellbilly Deluxe et The Sinister Urge, participant au son caractéristique de Zombie. Durant sa période avec Zombie il joue avec une guitare transparente aspergé de sang de bœuf.
Après une éprouvante tournée[Quand ?], il quitte Rob Zombie pour créer son propre groupe Scum of the Earth dans lequel il joue de la guitare et chante. Deux albums sont déjà[Quand ?] sortis.
Récemment[Quand ?], Riggs a ouvert son salon de tatouage et de piercing, Riggs Monster Tattoo à Bronson dans le Missouri.

## Discographie
| Année | Artiste/Groupe    | Album                                                  | Contribution    |
| ----- | ----------------- | ------------------------------------------------------ | --------------- |
| 1994  | Skrew             | Dusted                                                 | Guitare         |
| 1998  | Rob Zombie        | Hellbilly Deluxe                                       | Guitare         |
| 2000  | Rob Zombie        | The Sinister Urge                                      | Guitare         |
| 2004  | Scum of the Earth | Blah...Blah...Blah...Love Songs for the New Millennium | Chant / guitare |
| 2007  | Scum of the Earth | Sleaze Freak                                           | Chant / guitare |